# إليزه كيرلاخ
إليزه كيرلاخ (بالإنجليزية: Elsie Gerlach)‏ هي طبيبة أسنان أمريكية، ولدت في 1900، وتوفيت في 1967.